# Academia Pernambucana de Medicina
A Academia Pernambucana de Medicina foi fundada em 17 de dezembro de 1970. O órgão possui 50 acadêmicos titulares.
A academia tem como objetivos:
- Contribuir para o desenvolvimento e o progresso da medicina e ciências afins;
- Incentivar o aprimoramento da cultura médica em geral, da profissão, da ética, do ensino médico e particularmente da medicina social;
- Colaborar com os poderes públicos e instituições médicas;
- Promover e estimular a realização de congressos, jornadas, cursos, conferências e debates de interesse cultural, científico e de ensino médico-social.

Publica um periódico: Jornal Memorial da Medicina.
Seu atual presidente é o professor Hildo Rocha Cirne de Azevedo Filho.

## Localização
Inicialmente utilizando instalações da Sociedade de Medicina de Pernambuco (hoje Associação de Medicina de Pernambuco), transferiu-se para o Memorial da Medicina de Pernambuco, onde convive com outras entidades culturais e de difusão da medicina.

## Quadro associativo
| Cadeira | Patrono                               | Fundador                                 | Acadêmicos anteriores                                                    | Acadêmico atual                                   |
| 1       | Armando de Meira Lins                 | Fernando Jorge Simão dos Santos Figueira |                                                                          | Antonio Carlos dos Santos Figueira                |
| 2       | Joaquim de Souza Cavalcanti           | Antonio Bruno da Silva Maia              | Breno Duarte Cunha                                                       | Fernando Pinto Pessoa                             |
| 3       | Amaury de Medeiros                    | Gilberto da Costa Carvalho               | Laurênio Lins de Lima ►Nelson Costa Rego Caldas                          | Marco Antônio Cezário de Melo                     |
| 4       | João Alfredo da Costa Lima            | Pedro Veloso Costa                       |                                                                          | Amaury de Siqueira Medeiros                       |
| 5       | Antônio PeregrinoMaciel Monteiro      | Leduar de Assis Rocha                    | José Falcão                                                              | Carmen de Castro Chaves                           |
| 6       | Ulysses Pernambucano de Mello         | João Marques de Sá                       |                                                                          | Gilson Edmar Gonçalves e Silva                    |
| 7       | Manoel Augusto Pirajá da Silva        | Orlando da Cunha Parahym                 | Gentil Alfredo Magalhães Duque Porto                                     | Paulo José Carvalheira de Mendonça                |
| 8       | José Octavio de Freitas               | Heródoto Novelino Pinheiro Ramos         | Nilo Chaves de Brito Bastos ►Rostand Carneiro Leão Paraíso               | Sandra da Silva Mattos                            |
| 9       | José Bandeira Melo Filho              | Albérico Dornelas Câmara                 | Mozart Borges Bezerra                                                    | Hildo Rocha Cirne de Azevedo Filho                |
| 10      | Manoel Gouveia de Barros              | Waldemir Soares de Miranda               |                                                                          | Luiz de Gonzaga Braga Barreto                     |
| 11      | José Correia Picanço                  | Antônio Simão dos Santos Figueira        | Geraldo Gomes de Freitas ►Antônio Simão dos Santos Figueira Filho        | Gisélia Alves Pontes da Silva                     |
| 12      | Adolpho Simões Barbosa                | José Ferreira da Costa Júnior            | Jamesson Ângelo Ferreira Lima                                            | Claudio Renato Pina Moreira                       |
| 13      | João Paulino Marques                  | Nelson Freitas de Castro Chaves          | José Otávio Cavalcanti                                                   | Wilson de Oliveira Júnior                         |
| 14      | Francisco Clementino                  | Jorge de O. Lobo                         | José Rodrigues                                                           | Paulo Fernando Barreto Campello de Melo           |
| 15      | Eduardo Jorge Wanderley Filho         | Cesar Montezuma de Oliveira Filho        | Romildo de Barros Lins                                                   | Cláudio Moura Lacerda de Melo                     |
| 16      | Arnóbio Marques                       | Luiz Ignácio de Barros Lima              | Perseu Castro de Lemos                                                   | Gilliatt Hanois Falbo Neto                        |
| 17      | Malaquias Antonio Gonçalves da Rocha  | Romero de Gama Marques                   | Carlos Roberto Ribeiro Moraes                                            | [ nota 2 ]                                        |
| 18      | Ermírio César Coutinho                | Amaury Domingues Coutinho                |                                                                          | Victorino Spinelli Toscano Barreto                |
| 19      | João Gomes Amorim                     | Ovídio Montenegro                        | Ênio Lustosa Cantarelli                                                  | João Regis de Melo Filho                          |
| 20      | Guilherme Piso                        | Aluízio Bezerra Coutinho                 |                                                                          | Miguel John Zumaeta Doherty                       |
| 21      | Joaquim Martagão Gesteira             | Maria Helena de Moura Leite              | Moacyr André Gomes                                                       | Francisco Alfredo Bandeira Farias                 |
| 22      | Alexandre dos Santos Selva Jr.        | Martiniano José Fernandes                | Cícero Ferreira Fernandes Costa                                          | André Soares Dubeux                               |
| 23      | Luís de Resende Puech                 | Berilo Pernambucano da Costa             | Djalma Antonino de Oliveira ►Coelho Bastos Filho                         | Antonio Medeiros Peregrino da Silva               |
| 24      | Antônio Austregésilo Filho            | Francisco Montenegro                     | Euclides de Oliveira Leite                                               | Ronice Maria Pereira Franco de Sá                 |
| 25      | Oswaldo Cruz                          | Valdemar de Oliveira                     | Zacarias do Rêgo Maciel ►Salustiano Gomes Lins                           | Maria de Fátima Militão                           |
| 26      | Cosme de Sá Pereira                   | Arnaldo Marques                          |                                                                          | João Sabino de Lima Pinho Neto                    |
| 27      | Juliano Moreira                       | José Lucena da Mota Silveira             | José Grimberg                                                            | Aurélio Molina da Costa                           |
| 28      | Mário Ramos e Silva                   | Hélio Gomes de Matos Mendonça            |                                                                          | João Guilherme Bezerra Alves                      |
| 29      | Aggeu de Godoy Magalhães              | Raimundo de Barros Coelho                | Ageu de Godoy Magalhães Filho ►Luiz Maurício da Silva                    | José Luiz Lima Filho                              |
| 30      | Eustachio Daniel de Carvalho          | Manuel Caetano Escobar de Barros         | Alcides Codeceira Júnior                                                 | Renato Dornelas Câmara Neto                       |
| 31      | Geraldo de Andrade                    | Armínio de Lalor Mota                    | Hindenburg Tavares de Lemos ►Gustavo Antonio da Trindade Meira Henriques | Gustavo Antônio da Trindade Meira Henriques Filho |
| 32      | Ernesto Silva                         | Marcionilo de Barros Lins                | José Weydson Carvalho de Barros Leal                                     | José Guido Corrêa de Araújo                       |
| 33      | Heitor Carrilho                       | Arnaldo Di Lascio                        |                                                                          | Marcello Jorge de Castro Silveira                 |
| 34      | Emilio Marcondes Ribas                | Rinaldo Azevedo                          | Edmundo Machado Ferraz                                                   | Salvador Vilar Correia Lima                       |
| 35      | Heitor Annes Dias                     | Gonçalo José de Melo                     | Djalma C. Lauro de Vasconcelos                                           | Silvio Romero de Barros Marques                   |
| 36      | Antonio Monteiro de Moraes Nascimento | Djair Falcão Brindeiro                   | Ladislau Porto ►Sara Riwka Erlich                                        | Jane Maria Cordeiro Lemos                         |
| 37      | Carlos Chagas                         | Ruy João Marques                         | Geraldo José Marques Pereira                                             | Selma Vasconcelos de Figueiroa                    |
| 38      | João Rodrigues                        | Arthur Barreto Coutinho                  | Fernando Tarciso Miranda Cordeiro                                        | Silvio da Silva Caldas Neto                       |
| 39      | João Alves de Lima                    | Salomão Kelner                           |                                                                          | Gilda Kelner                                      |
| 40      | João Barros Barreto                   | Bertoldo Kruse Grande de Arruda          |                                                                          | [ nota 2 ]                                        |
| 41      | Edgar Altino Correia de Araújo        | José Nivaldo Barbosa de Sousa            | Fernando de Souza Cavalcanti                                             | [ nota 2 ]                                        |
| 42      | Jorge Medeiros                        | Nicolino Limongi                         | Carlos Vital Tavares Corrêa Lima                                         | [ nota 2 ]                                        |
| 43      | Gervásio Melquíades da Silva          | Manoel Ricardo da Costa Carvalho         |                                                                          | Ester Azoubel Sales                               |
| 44      | Jarbas Pernambucano de Mello          | Luiz Carvalho Tavares da Silva           |                                                                          | Éfrem de Aguiar Maranhão                          |
| 45      | Antonio Coelho de Almeida             | Luiz Ferreyra dos Santos                 | Waldênio Florêncio Porto                                                 | Silvio da Silva Caldas Neto                       |
| 46      | Josué de Castro                       | Orlando José de Paiva Onofre             | Luiz Ataíde                                                              | Marcelo Moraes Valença                            |
| 47      | José Amaro Lessa de Andrade           | Milton Bezerra Sobral                    | Odivio Duarte Borba                                                      | Francisco de Paula Ramos Pedrosa                  |
| 48      | Victor Rodrigues                      | Miriam Kelner                            | Reinaldo da Rosa Borges de Oliveira                                      | [ nota 2 ]                                        |
| 49      | Isaac Salazar                         | Silvio Paes Barreto                      |                                                                          | Edvaldo da Silva Souza                            |
| 50      | Manuel Arruda Câmara                  | Adonis Reis Lira de Carvalho             |                                                                          | Paulo José de Almeida                             |